# 黃山屯溪國際機場
黃山屯溪國際機場，原名“黄山屯溪机场”，是一座位於中國安徽省黃山市的民用機場。自1959年10月興建通航，2000年7月為完善現代化航空港4C標準進行第四次擴建，新建現代化候機樓1.1萬平方米，設計年旅客吞吐量90萬人次，機場擴建工程於2004年5月28日全面竣工投入使用。2014年6月30日，中国民用航空局批复同意“黄山屯溪机场”更名为“黄山屯溪国际机场”，该机场成为中国地级市机场中的第20家国际机场。
因机场位于山区，导致运行标准较高。2009年开始机场开始实验公司客户化阶段的RNP AR飞行程序，为华东地区首家实施RNP的民航机场，但因存在诸多限制而后续未能得到有效应用。直至2018年，机场开始推进公共RNP AP程序应用，并实施试飞。

## 航空公司與航点

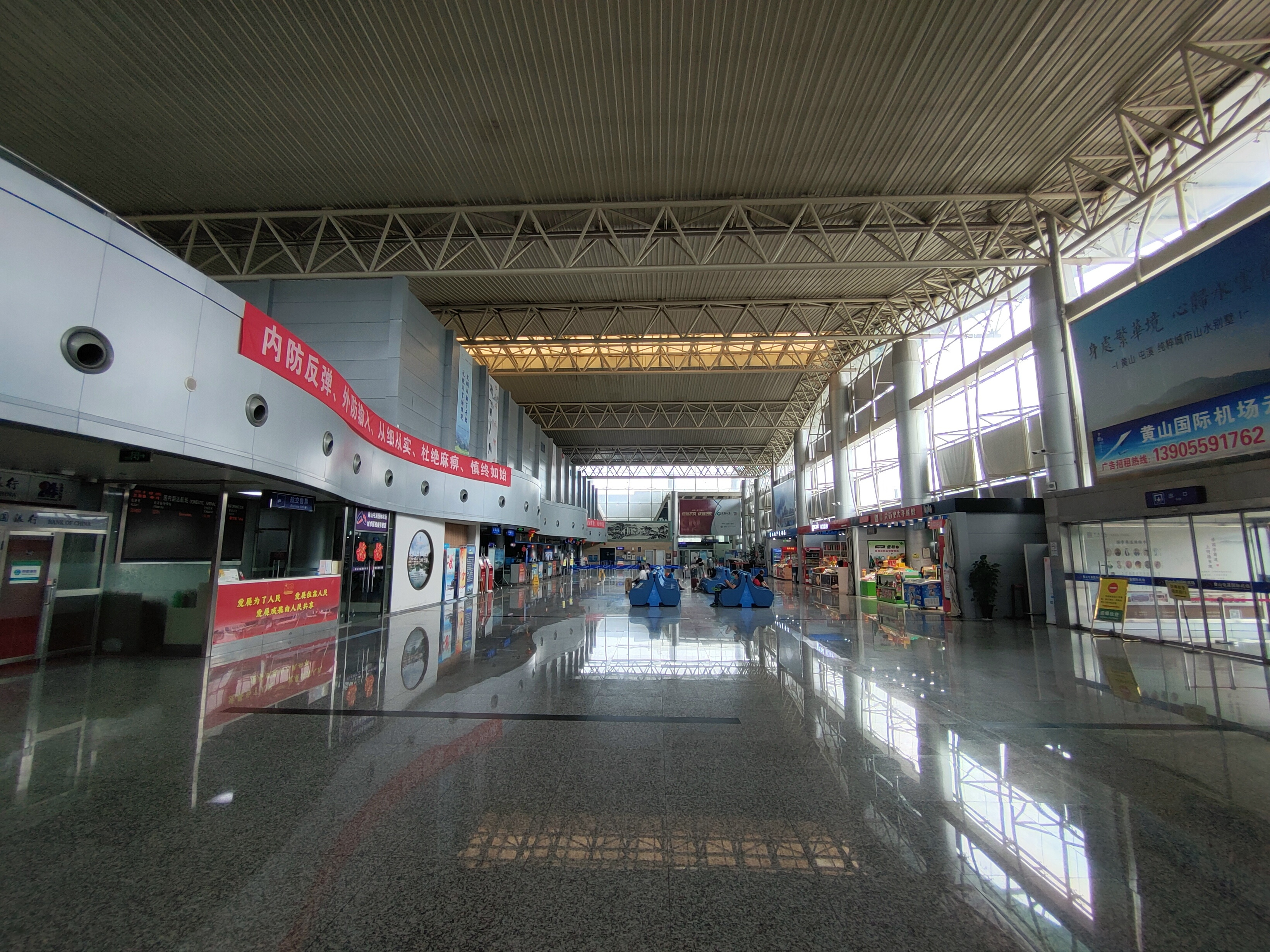
屯溪机场内部

| 航空公司     | 目的地                                              |
| ------------ | --------------------------------------------------- |
| 中国南方航空 | 境內：广州、深圳 港澳台/國際：首爾/仁川（包機）     |
| 青岛航空     | 境內：青岛、南宁 港澳台/國際：香港                  |
| 中国东方航空 | 重庆、昆明、大连、烟台、淮安、成都/双流（經停宜昌） |
| 首都航空     | 厦门、西安、海口、沈阳                              |
| 多彩贵州航空 | 贵阳、南通                                          |
| 中国国际航空 | 北京/首都                                           |
| 大灣區航空   | 香港                                                |
| 匈奴航空     | 烏蘭巴托（旅遊包機）                                |
| 真航空       | 首爾/仁川（2025年10月1日開辦）                      |